# Plan d'eau de Monieux
Le Plan d'eau de Monieux est un plan d'eau de la commune de Monieux dans le département de Vaucluse, à un peu moins d'un kilomètre au sud du bourg.
Alimenté par la Nesque, sa superficie est d'environ 2,5 hectares.

## Histoire

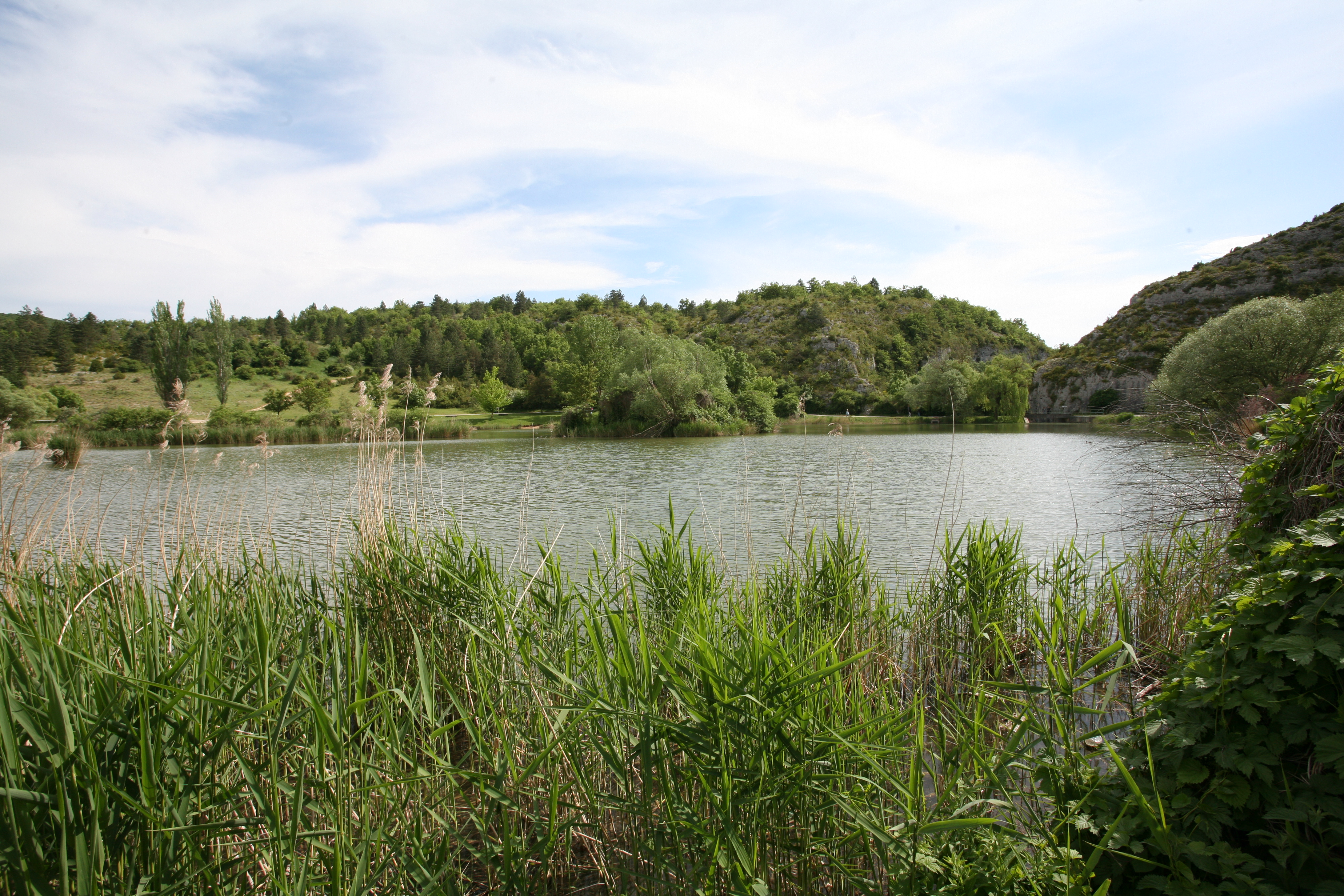
Le plan d'eau de Monieux

## Équipements
- Abords aménagés (picnic, etc.)
- Buvette
- Aire de jeux pour les enfants

## Faune et flore
- Canard colvert

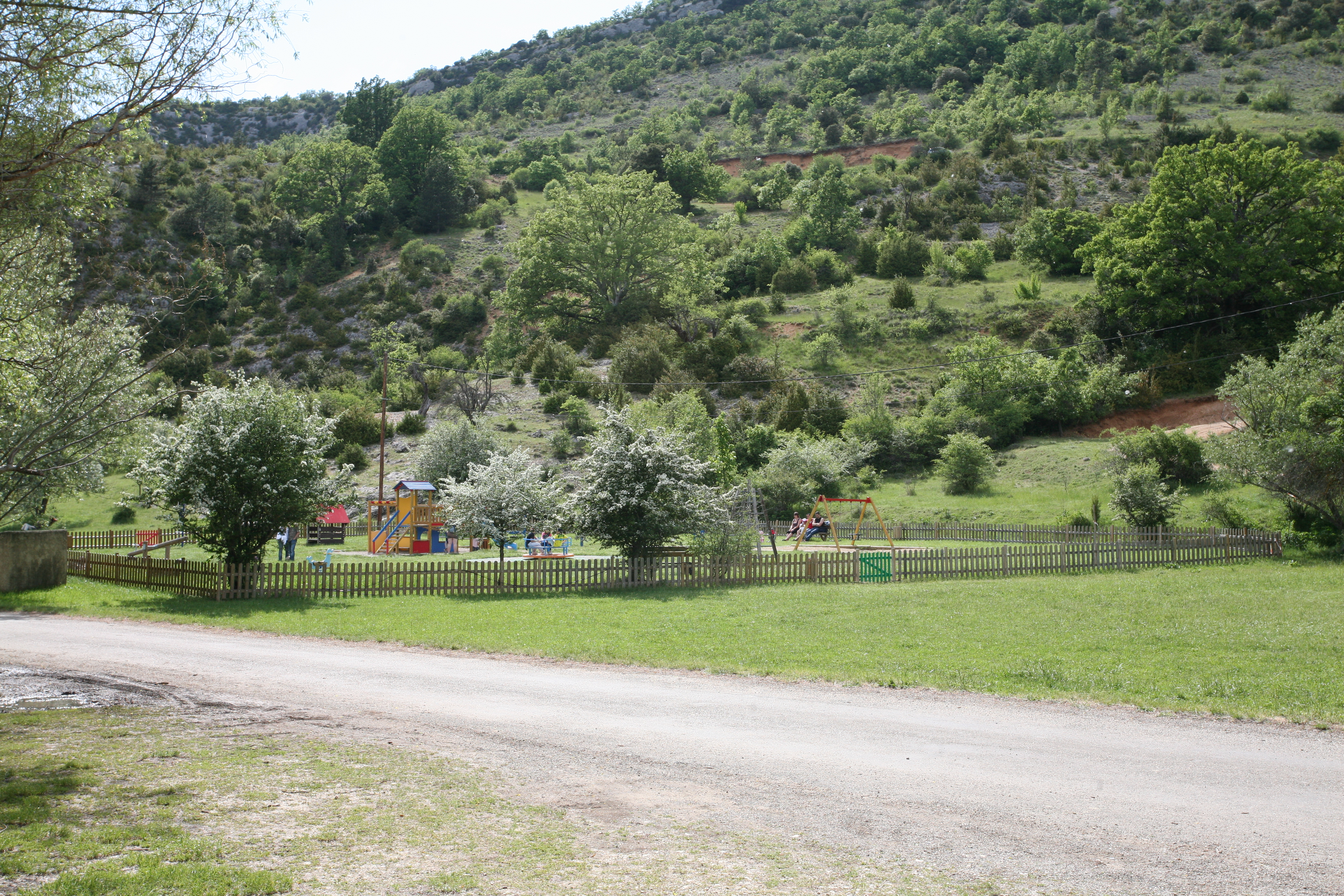
Aire de jeux pour les enfants
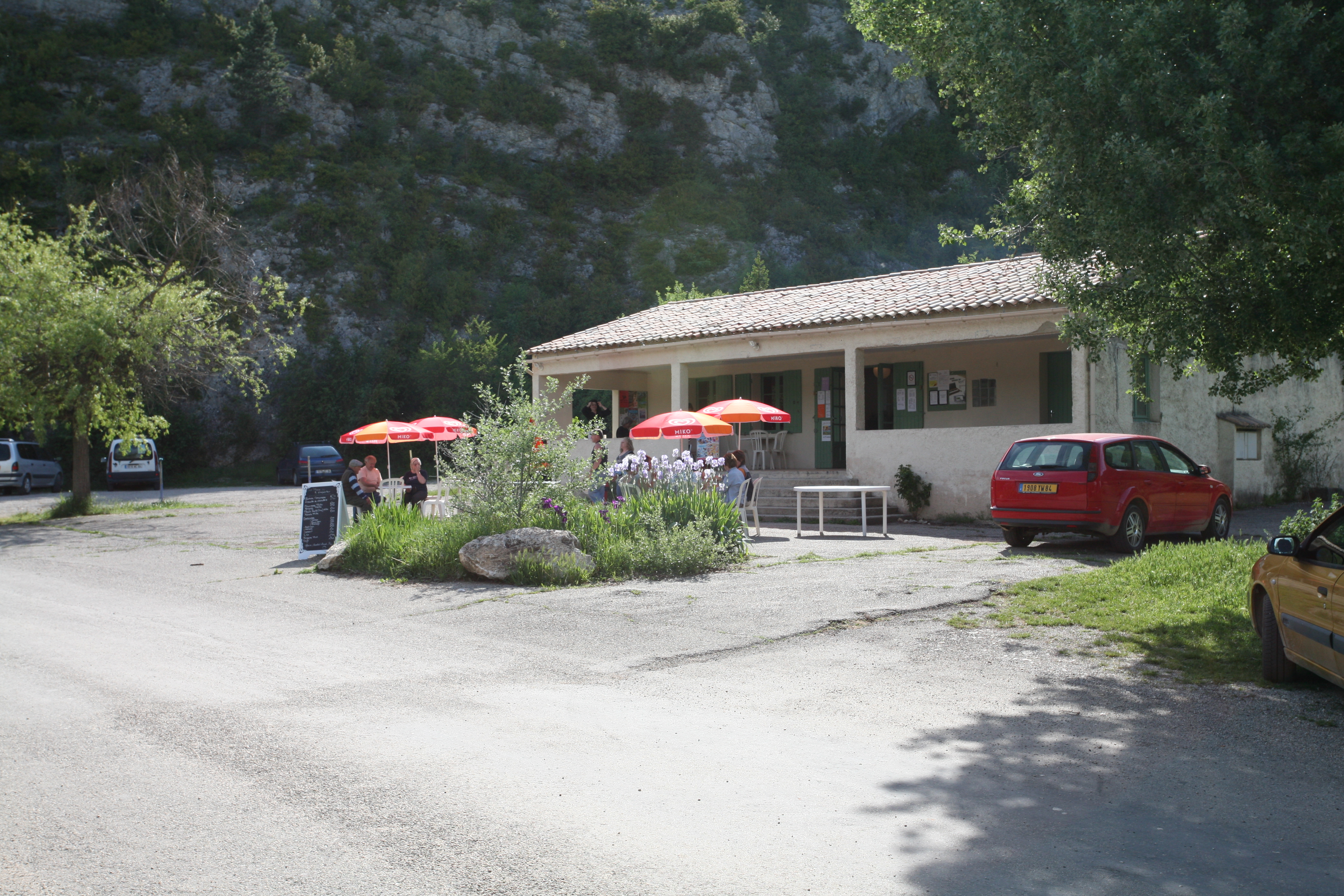
La buvette du plan d'eau